# Runcinia longipes
Runcinia longipes là một loài nhện trong họ Thomisidae.
Loài này thuộc chi Runcinia. Runcinia longipes được Embrik Strand miêu tả năm 1906.